# Никола Момчилов
Никола Іванов Момчилов (болг. Никола Иванов Момчилов; 9 серпня 1891, Велико Тирново — 28 січня 1964, Лондон) — болгарський дипломат. Постійний представник Болгарії при Лізі Націй (1935—1938).

## Життєпис
Народився 9 серпня 1891 року в Тирново. У 1909 році закінчив Першу Софійську чоловічу гімназію, після чого навчався у Франції та Швейцарії. Закінчив літературний факультет Паризької академії. Брав участь у Першій світовій війні, після закінчення якої працював у банківській сфері — у Болгарському сільськогосподарському банку, Болгарському центральному кооперативному банку, директором Франко-Болгарського банку.
У 1932—1934 рр. — Момчилов був керуючим Болгарського національного банку.
У 1935—1938 рр. — Постійний представник Болгарії при Лізі Націй.
У 1936—1938 рр. — Повноважний міністр у Швейцарії
У 1938—1941 рр. — Повноважний міністр у Великій Британії
У 1938—1941 рр. — Повноважний міністр у Нідерландах за сумісництвом.